# Francobollo di Audrey Hepburn
Il francobollo di Audrey Hepburn era previsto nel programma filatelico delle Poste tedesche, ma non venne mai emesso per un problema sui diritti d'autore della raffigurazione. Il francobollo infatti raffigurava l'attrice statunitense mentre fumava e il figlio non diede l'autorizzazione ad una tale pubblicazione.
Ne nacque un caso filatelico, creando il più prezioso francobollo dell'era dell'euro. A fine 2004 il postino e collezionista tedesco Werner Durrschmidt trova il primo esemplare, affrancato Berlino 14 ottobre 2003. La perizia successiva dimostra l'autenticità del pezzo e porta l'uomo alla ribalta sui media nazionali. Poco tempo più tardi, agli inizi del 2005, a Francoforte ha luogo il ritrovamento di un secondo esemplare, che viene messo subito all'asta, realizzando 67000 €.
Il terzo e ultimo esemplare finora rinvenuto è stato individuato da un collezionista tedesco nel luglio 2005, con timbro Berlino 11 febbraio 2004. Il francobollo viene messo all'asta da Feltzmann e viene aggiudicato a Gaby Bennerwitz per 169000 €.
L'asta ha riscosso un enorme successo mediatico, richiamando l'attenzione di 122 giornali tedeschi.